# Campeonato Piauiense de Futebol de 2022 - Segunda Divisão
A Segunda Divisão do Campeonato Piauiense de Futebol de 2022 será a 18ª edição desta competição anualmente realizada pela Federação de Futebol do Piauí (FFP). A competição contará com a presença de quatro clubes participantes e será realizada de 20 de agosto até setembro.

## Regulamento
Os cinco clubes participarão da Primeira Fase jogando todos contra si em jogos de ida, totalizando 5 rodadas. Ao final da fase, os quatros melhores clubes serão classificados para a Fase Final, o campeão e vice garantirão vaga na Série A de 2023.
Na Fase Final, os quatros clubes classificados da fase anterior farão um confronto semifinais de ida e volta, sendo que o clube de melhor índice técnico será o mandante do segundo jogo. Ao final os clubes vencedores se classificarão as finais, jogando partidas de ida e volta, o clube de melhor desempenho será o campeão da competição.
- Em caso de empate nos confrontos, a disputa pelo título será realizada em cobranças de penalidades máximas.[3]

## Fase Principal

### Classificação
| Pos | Times          | Pts | J | V | E | D | GP | GC | SG | %  |
| --- | -------------- | --- | - | - | - | - | -- | -- | -- | -- |
| 1   | Ferroviário-PI | 8   | 4 | 2 | 2 | 0 | 3  | 0  | +3 | 67 |
| 2   | Comercial-PI   | 7   | 4 | 2 | 1 | 1 | 3  | 2  | +1 | 58 |
| 3   | Tiradentes-PI  | 4   | 4 | 1 | 1 | 2 | 3  | 4  | –1 | 33 |
| 4   | Picos          | 4   | 4 | 1 | 1 | 2 | 2  | 3  | –1 | 33 |
| 5   | Piauí          | 4   | 4 | 1 | 1 | 2 | 1  | 3  | –2 | 33 |

|                | COM | FER | PIA | PIC | TIR |
| -------------- | --- | --- | --- | --- | --- |
| Comercial-PI   | —   |     | 0–0 | 1–0 |     |
| Ferroviário-PI | 1–0 | —   | 2–0 |     |     |
| Piauí          |     |     | —   | 1–0 | 0–1 |
| Picos          |     | 0–0 |     | —   | 2–1 |
| Tiradentes-PI  | 1–2 | 0–0 |     |     | —   |

|  |                     |  |        |  |                      |
|  | Vitória do Mandante |  | Empate |  | Vitória do Visitante |

## Fase Final
|  | Semifinais     | Semifinais   | Semifinais | Semifinais |   |                | Final | Final |
|  |                |              |            |            |   |                |       |       |
|  | Ferroviário-PI | 1            | 2          | 3          |   |                |       |       |
|  | Picos          | 0            | 2          | 2          |   |                |       |       |
|  | Picos          | 0            | 2          | 2          |   | Ferroviário-PI | 0     |       |
|  |                |              |            |            |   | Ferroviário-PI | 0     |       |
|  |                | Comercial-PI | 2          |            |   |                |       |       |
|  | Comercial-PI   | Comercial-PI | 2          | 1          | 4 | 5              |       |       |
|  | Comercial-PI   |              |            | 1          | 4 | 5              |       |       |
|  | Tiradentes-PI  | 0            | 1          | 1          |   |                |       |       |

## Premiação
| Campeonato Piauiense - Segunda Divisão de 2022 |
| Campo Maior (Piauí)                            |
| ---------------------------------------------- |
| Comercial-PI Campeão (2.º título)              |

## Técnicos
| Equipe         | Técnico                  |
| -------------- | ------------------------ |
| Comercial-PI   | Catita (1ª—)             |
| Ferroviário-PI | Valdomiro Ferreira (1ª—) |
| Piauí          | Eduardo dos Santos (1ª—) |
| Picos          | Felipe Sousa (1ª—)       |
| Tiradentes     | Péricles Veloso (1ª—)    |